# 王立忠 (1933年)
王立忠（1933年—），河北安国人，中国人民解放军将领、中国人民解放军中将。 
1993年，授予中国人民解放军中将，曾任兰州军区副司令员。 